# 利斯維爾鎮區 (北卡羅萊納州韋克縣)
利斯維爾鎮區（英語：Leesville Township）是位於美國北卡羅萊納州韋克縣的一個鎮區。

## 地方資料
利斯維爾鎮區的面積為55.40平方千米，當中陸地面積為55.16平方千米，而水域面積為0.24平方千米。根據2020年美國人口普查的數據，當地共有人口42585人，而人口密度為每平方千米768.68人。